# Püspökmolnári
Püspökmolnári is een plaats (község) en gemeente in het Hongaarse comitaat Vas. Püspökmolnári telt 996 inwoners (2001).